# Låneord
Låneord er et indarbejdet ord hentet fra et andet sprog (modsat arveord, der har været i sproget fra ældste tid). Man kan skille mellem låneord og fremmedord, hvor forskellen er, at låneord i større grad indarbejdes i modtagersproget.
Vikingetidens livlige handelsforbindelser medførte, at de nordiske sprog afgav en mængde sprogstof til andre (såsom de engelske ord law, ill, fellow, husband, hit, take, want, indlånt fra norrønt), og selv optog mange nye ord. Ofte er det ikke muligt at vide sikkert, om et ord er "lånt" eller "arvet".
Låneord kan iblandt fortælle om tidligere sprogtrin i det långivende sprog. Der er mange urnordiske låneord i finsk, hvor de ikke har gennemgået de samme lydændringer som i nordisk, fx kuningas (= konge) og rastas (= drossel), i urnordisk *kuningaR og *trastaR, hvor a-et i suffikset er forsvundet i germansk.

## Låneord
Ved låneord forstås de ord, der er blevet "fordanskede". Gamle låneord fra keltisk er "jern" (gammelirsk iarann eller iarn). Andre keltiske lån er "embede", norrønt embætti fra keltisk ambaktos tolket som udsending eller budbærer; indlånt i latin som ambactus. Frisisk var dog det første fremmede sprog, der kom til at spille en større rolle som långiver til norrønt, og den indflydelse går tilbage til jernalderen. Friserne kom inden vikingetiden med mange nye varer, og som frisiske låneord regnes kuggr (kogge), akkeri (anker), klæði, dúkr (dug), kyrtill (kjortel) og sekkr (sæk). Ordet gjaldkeri for byfoged og plantenavnet "kål" (fra latin caulis) stammer derfra.
Skjalden Sigvat Tordsson lancerede ordet prúðr (prægtig, nok fra latin providus og gammelfransk prud via engelsk), der kan have været hans individuelle lån, som har slået igennem og bredt sig i sproget til ord som "pryd" og "at pryde".

## Låne- og fremmedord i dansk
- Marked er lånt fra latin mercatus.
- Mønt er lånt fra latin moneta.
- Pund er lånt fra latin pondus.
- Øre er lånt fra latin (af aureus).
- Købe er lånt fra latin (afledt af caupo, kræmmer).
- Mil er lånt fra latin (af romernes milia passum = tusinde skridt).
- Fabrik er lånt fra fransk (af fabrique, oprindeligt fra latin fabrica = værksted).
- Industri er lånt fra fransk (af industrie, oprindeligt fra latin industria = foretagsomhed).
- Djævel er lånt fra fransk (diabolos = bagvasker, bagtaler).
- Fanden er lånt fra oldfrisisk (fandiand = den fristende)
- Avis er lånt fra fransk.
- Divan er lånt fra persisk via tyrkisk.
- Tabernakel er lånt fra hebraisk via Vulgata.
- Satan er lånt fra hebraisk (= modstander, fjende).
- Weekend er lånt fra engelsk.
- Pyjamas er lånt fra indisk.
- Harakiri er lånt fra japansk.
- Boomerang er lånt fra australsk via engelsk.
- Harem er lånt fra arabisk (af haram = det forbudte, helligdom).
- Vodka er lånt fra russisk.
- Tastatur er lånt fra tysk.
- Økonomi er lånt fra græsk.

- Ombudsmand er fællesnordisk, og fra norsk indgået uoversat (ombudsman) i engelsk administration.
- Køkkenmødding er lånt fra dansk til tysk og engelsk.

## Ekstern henvisning
- Ordbog over den danske sprog rummer mange ord-oprindelses-forklaringer og registreringer af nyere ords første brug i dansk
- Indbyrdes lån – loanwords between the Scandinavian languages Arkiveret 31. marts 2013 hos  Wayback Machine
- Fremmedord.dk En online fremmedordbog med de mest anvendte fremmedord